# Pescocostanzo
Pescocostanzo är en ort och kommun i provinsen L'Aquila i regionen Abruzzo i Italien. Kommunen hade 1 087 invånare (2018).